# Alpaida boa
Alpaida boa är en spindelart som beskrevs av Levi 1988. Alpaida boa ingår i släktet Alpaida och familjen hjulspindlar. Inga underarter finns listade i Catalogue of Life.